# Fragmenty murów getta w Warszawie

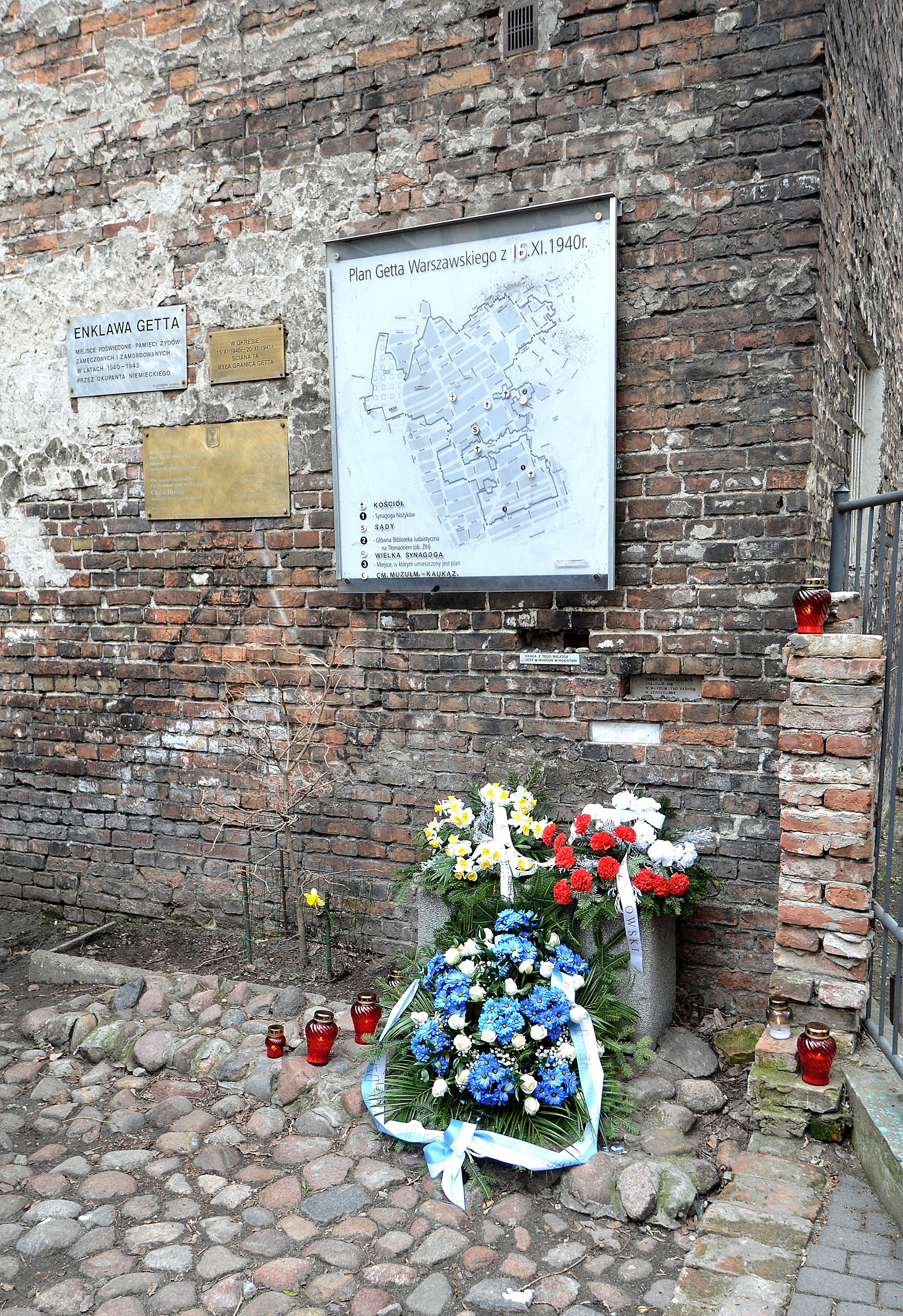
Tablice na fragmencie muru getta przy ul. Złotej 62

Fragmenty murów getta w Warszawie – zachowane fragmenty murów między posesjami lub ściany przedwojennych budynków wyznaczających od 16 listopada 1940 granicę pomiędzy warszawskim gettem a „aryjską" częścią miasta.
W 1940 łączna długość muru getta wynosiła ok. 18 km. Po zakończeniu II wojny światowej ocalałe z powstania w getcie oraz powstania warszawskiego wolnostojące mury żydowskiej dzielnicy zamkniętej zostały w większości wyburzone. Zachowały się nieliczne fragmenty murów biegnącego pomiędzy posesjami a także wyznaczające granicę getta ściany przedwojennych budynków. Trzy najbardziej znane fragmenty muru warszawskiego getta znajdują się na terenie dawnego tzw. małego getta, w podwórzach kamienic przy ulicach Siennej 55 i Złotej 62 oraz na ulicy Waliców 11.

## Lokalizacje
- Ulica Sienna 55 – w tym miejscu granicę getta wyznaczał, istniejący już przed 1940, mur pomiędzy posesjami Sienna 53 i 55. Mur ma ok. 3 metrów wysokości. Po jego stronie zachodniej znajdują się tablica pamiątkowa, umieszczona tutaj dzięki inicjatorowi upamiętnienia tego miejsca, Mieczysławowi Jędruszczakowi[2]. W murze znajduje się ubytek po dwóch cegłach, które w 1989 zostały przewiezione do Muzeum Holocaustu w Waszyngtonie; w tym muzeum można również obejrzeć kopię (odlew) tego fragmentu muru)[3]. Po stronie wschodniej („aryjskiej", obecnie dziedziniec XII LO im. Henryka Sienkiewicza) znajduje się odsłonięty w styczniu 2010 pomnik granic getta[4]. Dostęp do fragmentu muru getta przy Siennej 55 jest możliwy od strony ulicy Złotej 62[5]. W 2017 władze dzielnicy podjęły działania na rzecz remontu muru i jego otoczenia, m.in. ma być on dostępny od strony XII LO, a pod murem od strony al. Jana Pawła II powstanie strefa dydaktyczno-historyczna[6].
- Ulica Złota 62 – murem getta jest fragment ściany przedwojennego budynku o wysokości ok. 6 metrów. Znajduje się na nim m.in. tablica pamiątkowa odsłonięta 26 maja 1992 przez prezydenta Izraela Chaima Herzoga podczas oficjalnej wizyty w Polsce, a także tablica z mapą warszawskiego getta[7]. Pojedyncze cegły pochodzące z tego fragmentu muru trafiły do Muzeum Historii Holocaustu Jad Waszem w Jerozolimie oraz do muzeów w Houston i Melbourne.
- Ulica Waliców 11 – zachowany mur budynku należącego do dawnego browaru Hermana Junga stanowił granicę getta od listopada 1940 do sierpnia 1942. W latach 1999–2000 mur został wkomponowany w biurowiec Aurum[8]. w 2017 roku biurowiec został zburzony, a na jego miejscu w 2019 roku oddano do użytku 11-piętrowy budynek mieszkalny[9]. Zachowany fragment muru getta został ponownie wkomponowany w parter nowego budynku, ale w czasie budowy usunięto z niego bramę[9].
- Cmentarz żydowski – od listopada 1940 aż do wyłączenia nekropolii z getta w grudniu 1941 granicą dzielnicy zamkniętej był istniejący mur cmentarza od strony ulic Młynarskiej, Smętnej, Spokojnej, Kolskiej oraz północny odcinek muru cmentarza przy ulicy Okopowej.
- Gmach Sądu Grodzkiego (dawniej ulica Leszno 53/55, współcześnie siedziba Sądu Okręgowego przy al. „Solidarności” 127) – boczne ściany (od strony północnej, wschodniej i zachodniej) wraz z murami zamykającymi wewnętrzne dziedzińce niewłączonego do getta gmachu wyznaczały granicę dzielnicy zamkniętej od listopada 1940 do sierpnia 1942[10].
- Ulica Chłodna 41 – od listopada 1940 do grudnia 1941 boczna ściana tej kamienicy stanowiła fragment zachodniej granicy małego getta biegnącej na tyłach posesji przy ulicy Wroniej.
- Ulica Krochmalna 4/28 – od listopada 1940 do grudnia 1941 boczna ściana tej kamienicy stanowiła fragment północnej granicy małego getta.
- Ulica Ogrodowa 55 – od listopada 1940 do grudnia 1941 boczna ściana tej kamienicy stanowiła fragment zachodniej granicy małego getta biegnącej na tyłach posesji przy ulicy Wroniej.
- Ulica Okopowa 78 – zachowany fragment muru otaczającego zabudowania Fabryki Garbarskiej Temler i Szwede (od strony stacji benzynowej przy ulicy Stawki, na wprost wylotu ul. Smoczej) był jednocześnie murem getta przez cały okres istnienia dzielnicy zamkniętej.
- Ulica Stawki 10 – na tyłach Zespołu Szkół Licealnych i Ekonomicznych nr 1 zachował się fragment muru getta stanowiący granicę Umschlagplatzu[11][12]. W 2014 mur został rozebrany i po oczyszczeniu cegieł zrekonstruowany[13].
- Ulica Świętojerska róg ulicy Nowiniarskiej[14] – granicę getta wyznaczał tutaj mur, którego niewielki fragment znajduje się przy wjeździe na parking podziemny na tyłach gmachu Sądu Najwyższego.

## Galeria

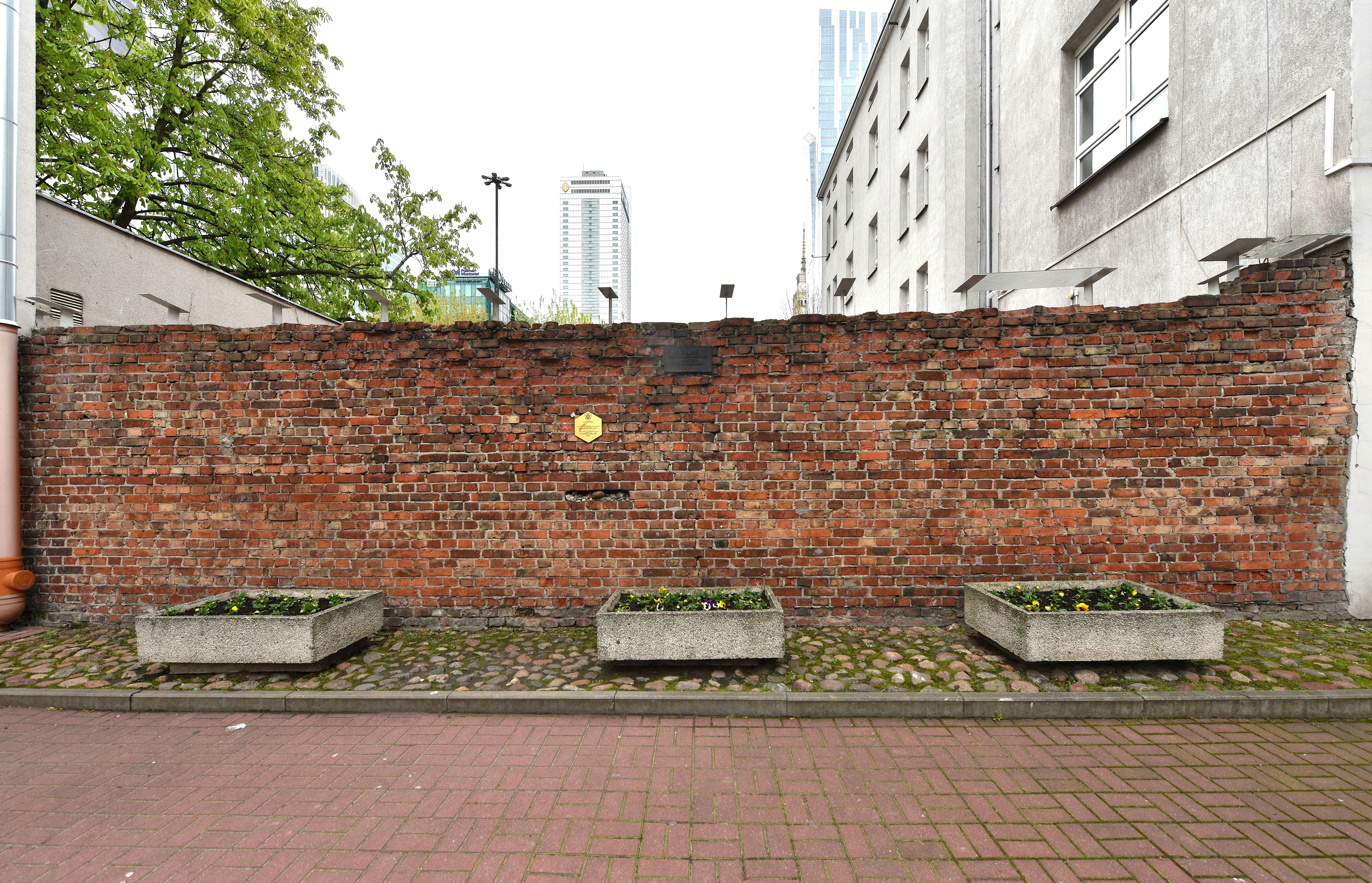
Ul. Sienna 55
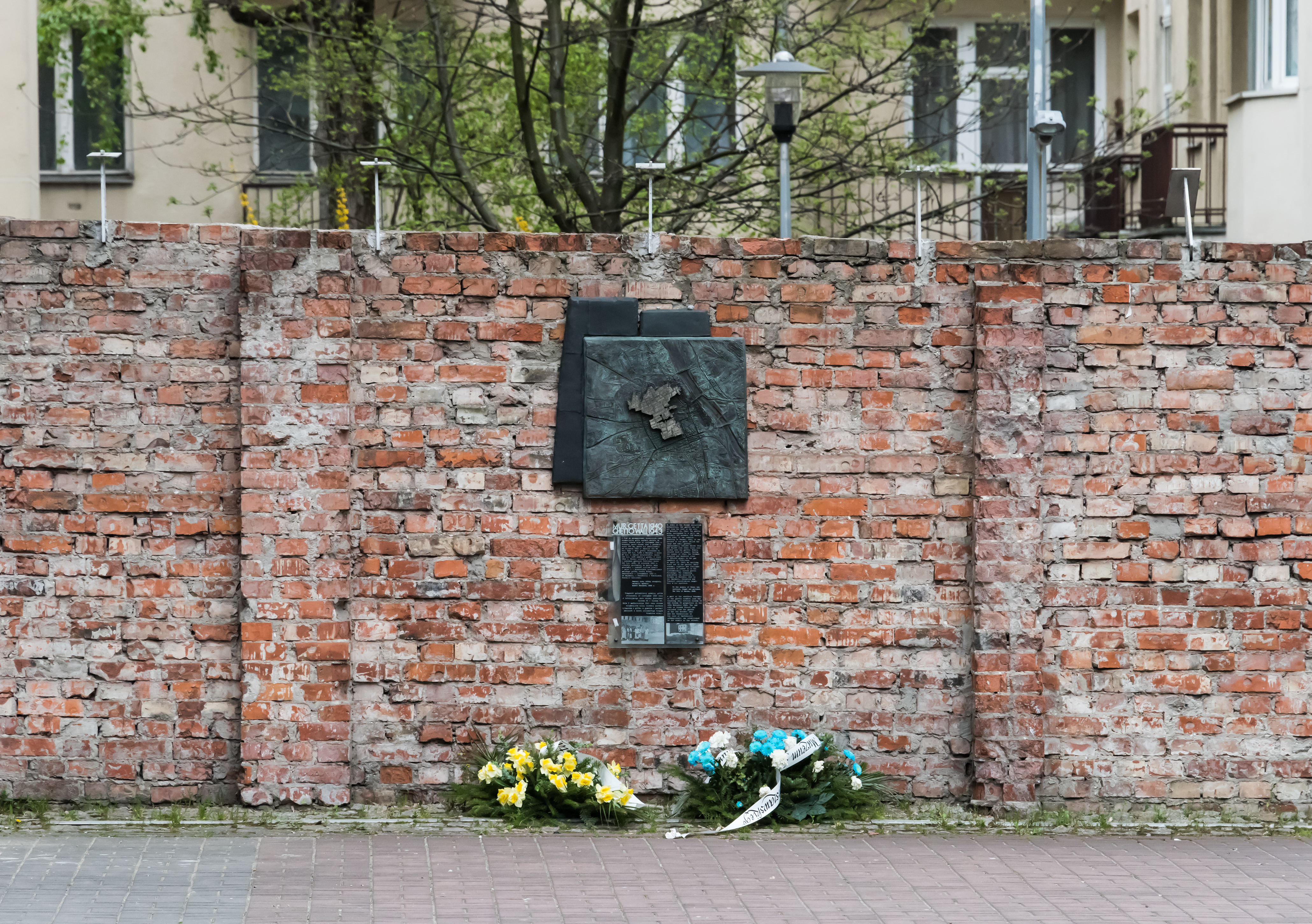
Upamiętnienie muru przy Siennej 55 od strony Siennej 53
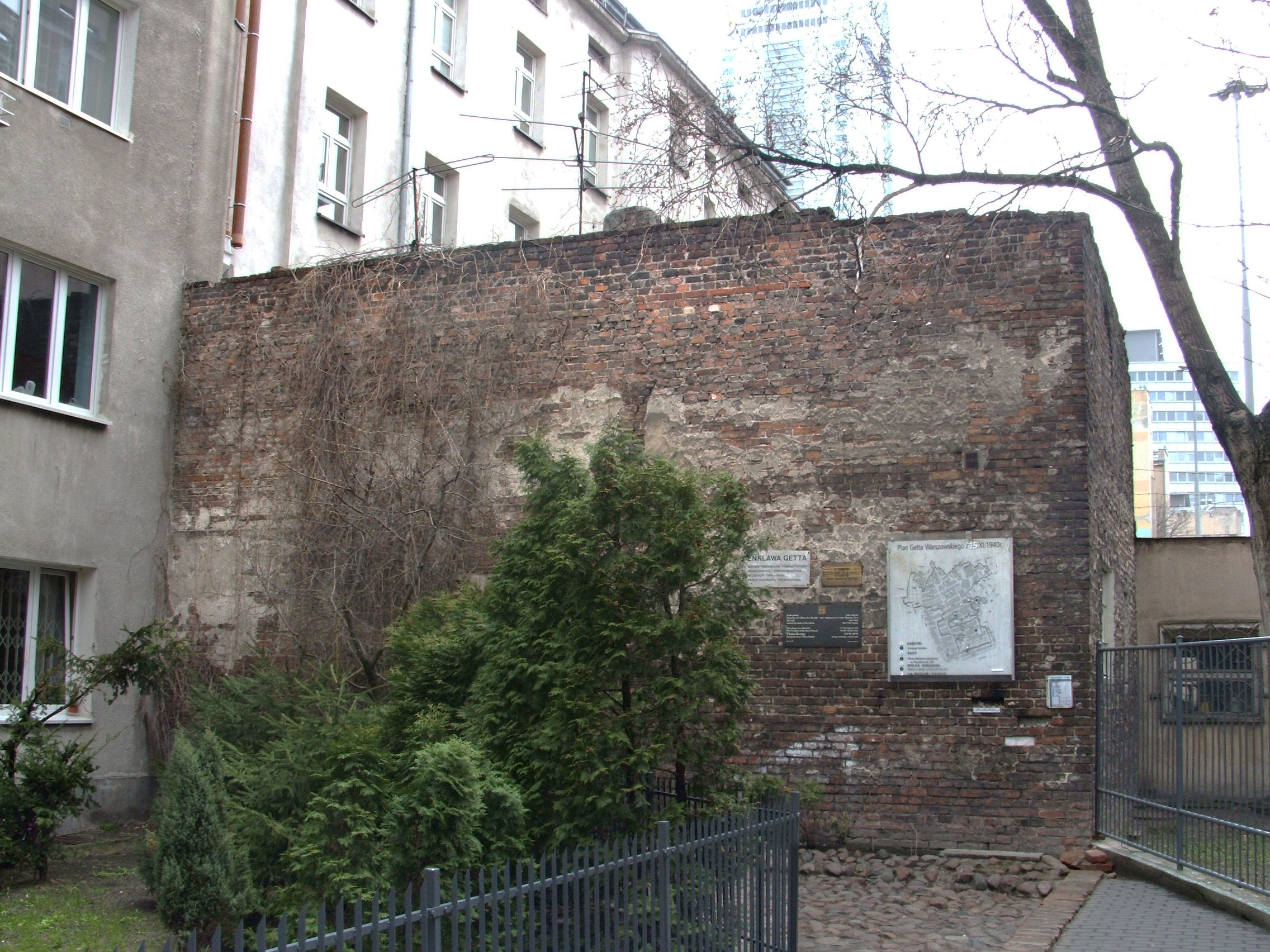
ul. Złota 62
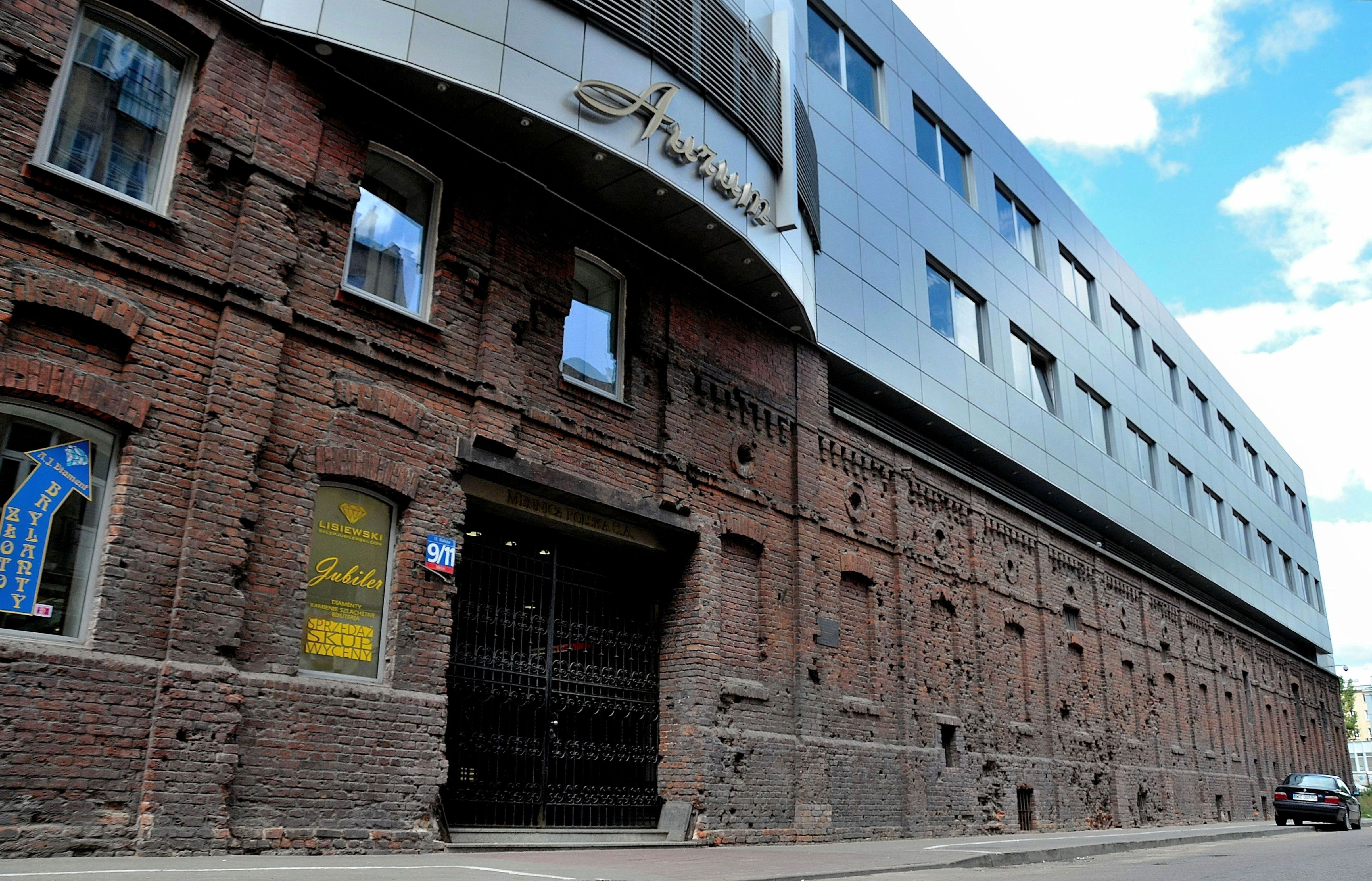
Ul. Waliców 11
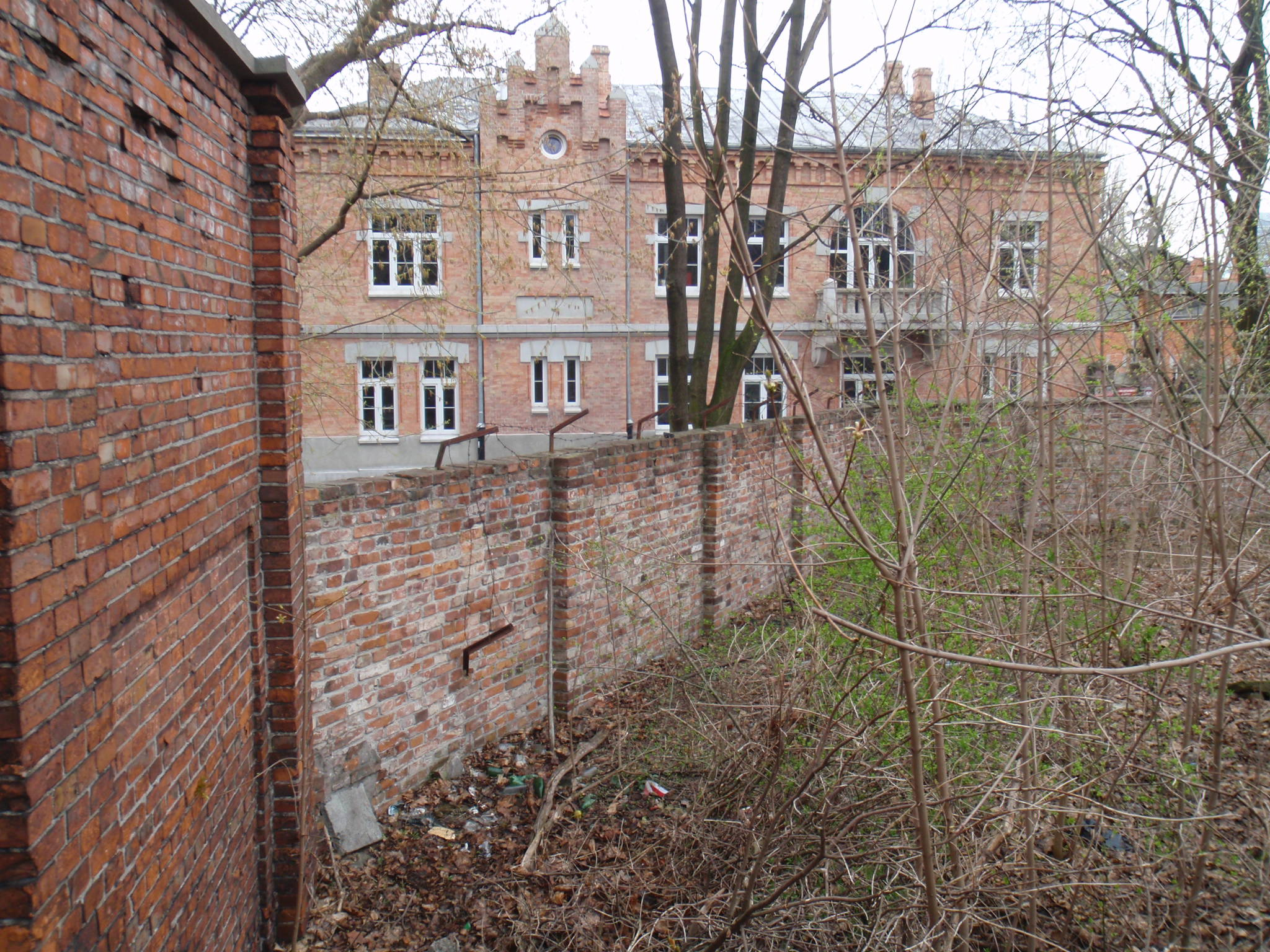
Mur cmentarza żydowskiego przy ul. Spokojnej
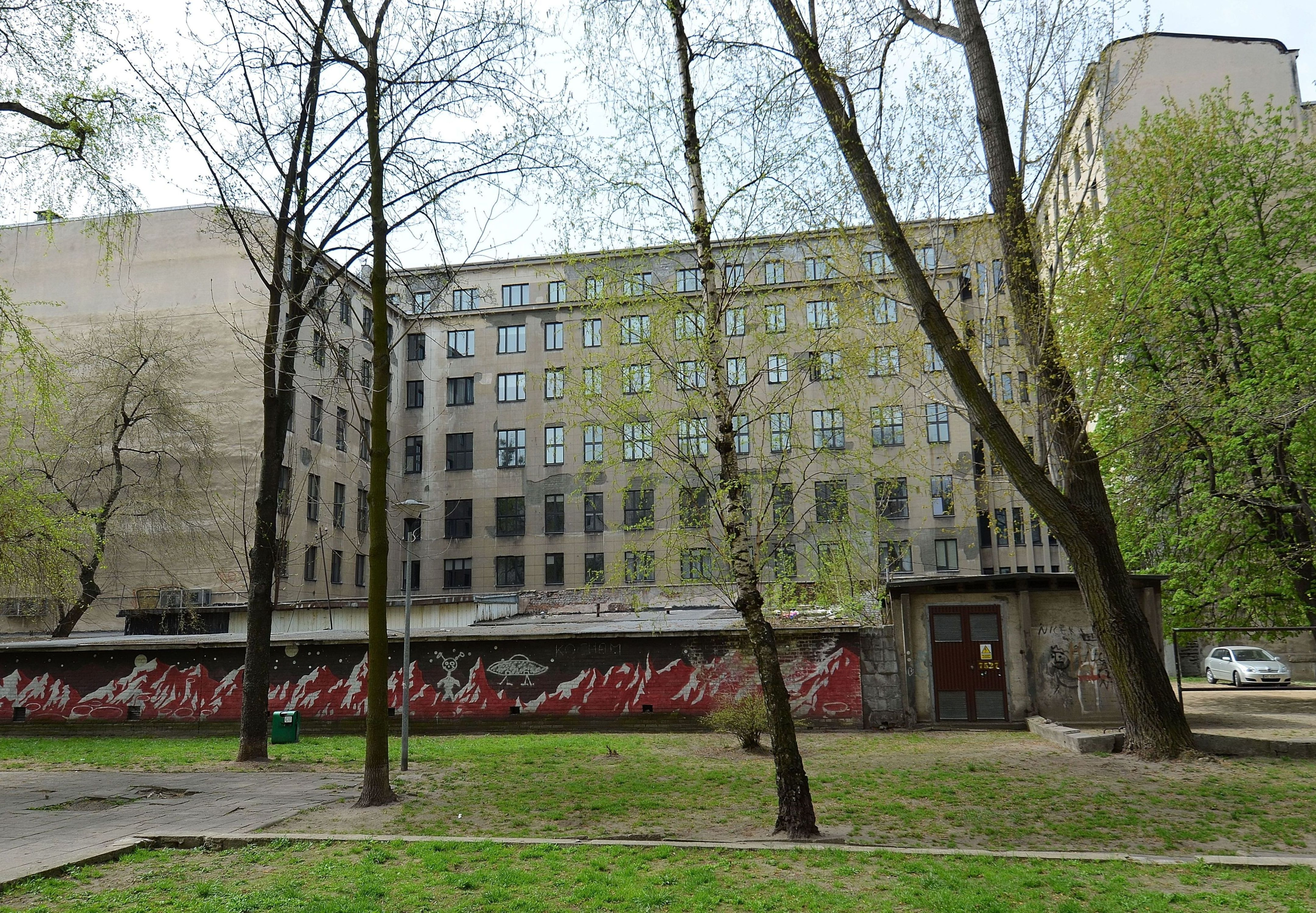
Gmach Sądów Grodzkich (widok od strony wschodniej)
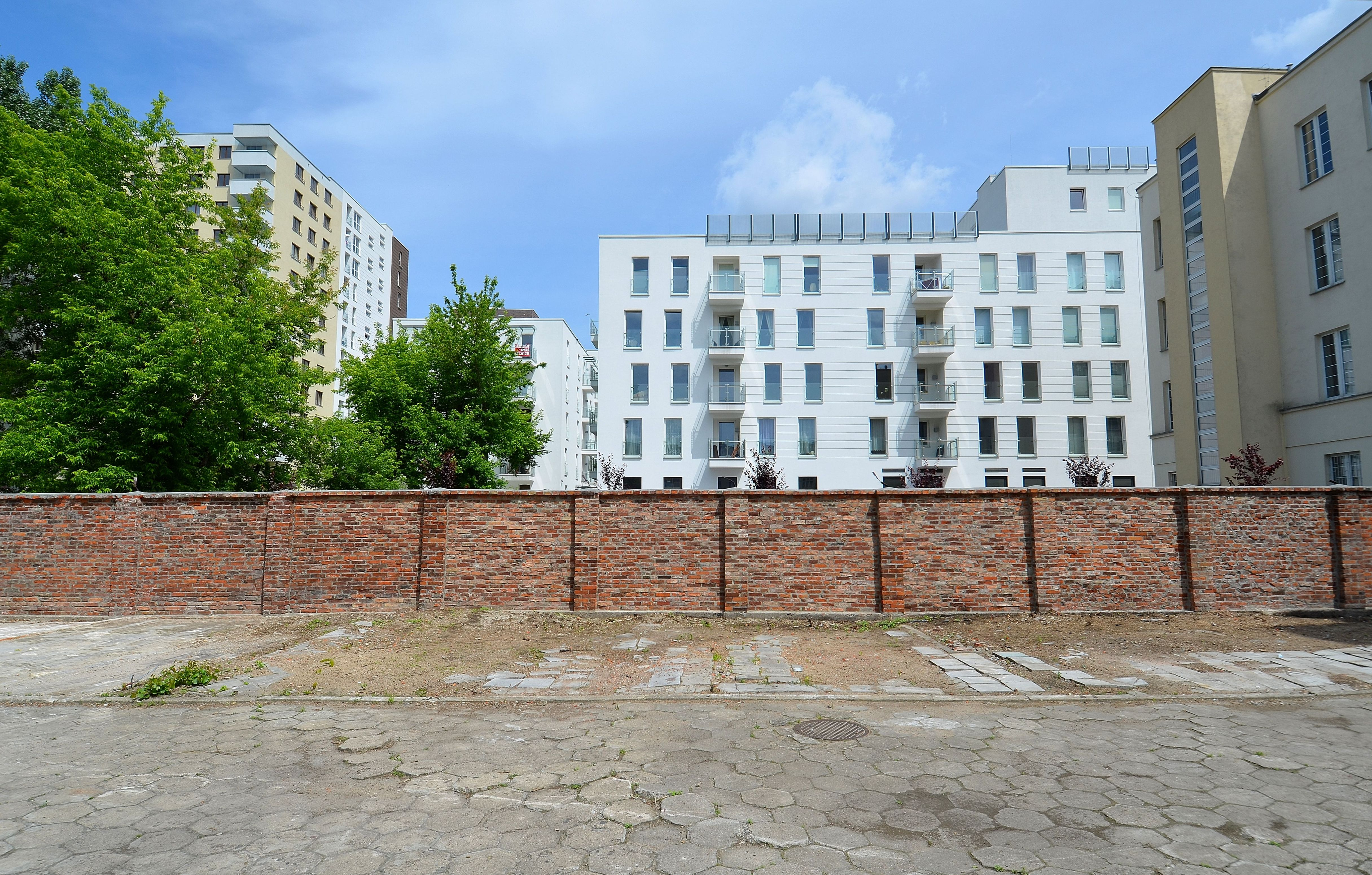
Na tyłach Zespołu Szkół Licealnych i Ekonomicznych nr 1 przy ul. Stawki 10